# NGC 37
NGC 37 é uma galáxia lenticular (SB0) localizada na direcção da constelação de Phoenix. Possui uma declinação de -56° 57' 25" e uma ascensão recta de 0 horas, 11 minutos e 23,0 segundos.
A galáxia NGC 37 foi descoberta em 2 de Outubro de 1836 por John Herschel.